# Наири (компьютер)

Пульт «Наири»

«Наири» — семейство советских цифровых электронных вычислительных машин общего назначения, разработанных в Ереванском НИИ математических машин (ЕрНИИММ).
В 1971 году разработчики ЭВМ «Наири» были удостоены Государственной премии СССР.

ЭВМ Наири-К

## Наири-1
Разработка машины начата в 1962 году, закончена в 1964 году.
Главный конструктор — Грачья Есаевич Овсепян, ведущий инженер-конструктор — Михаил Артаваздович Хачатрян.
Архитектурное решение, применённое в этой машине, было запатентовано в Англии, Японии, Франции и Италии.
Технические характеристики:
- Процессор — 36-разрядный.
- Тактовая частота — 50 кГц.
- ПЗУ (в оригинальной документации — ДЗУ, «долговременное запоминающее устройство») кассетного типа, объём кассеты — 2048 слов по 36 разрядов в каждом; использовалось для хранения микропрограмм (2048 72-разрядных ячеек) и встроенных программ (12288 36-разрядных ячеек). Часть ДЗУ поставлялась «пустой», с возможностью прошивки пользователями своих наиболее часто используемых программ, избавляясь таким образом от ввода программ с пульта или перфоленты.
- Объём ОЗУ — 1024 слова (8 кассет по 128 ячеек), плюс 5 регистров.
- Быстродействие: для операций типа сложения над числами с фиксированной запятой — 2—3 тыс. оп./с, типа умножения — 100 оп./с, операций над числами с плавающей запятой — 100 оп./с.

С 1964 года машина выпускалась на двух заводах в Армении, а также на Казанском заводе ЭВМ (с 1964 по 1970 год, всего выпущено около 500 машин). Весной 1965 года компьютер был представлен на ярмарке в г. Лейпциг (Германия).
Существовали модификации машины:
- «Наири-М» (1965) — в состав периферии введено фотосчитывающее устройство FS-1501 и ленточный перфоратор ПЛ-80.
- «Наири-К» с увеличенным ОЗУ до 4096 слов.
- «Наири-С» (1967), в качестве терминала применена электрифицированная пишущая машинка Consul-254.

| Характеристика                                               | Наири         | Наири-М             | Наири-С                  | Наири-К                  | Наири-2                               |
| ------------------------------------------------------------ | ------------- | ------------------- | ------------------------ | ------------------------ | ------------------------------------- |
| Объём ОЗУ, 36-разр. слов                                     | 1024          | 1024                | 1024                     | 4096                     | 2048                                  |
| Объём ДЗУ, 36-разр. слов                                     | 16384         | 16384               | 16384                    | 16384                    | 16384                                 |
| Тактовая частота, кГц                                        | 50            | 50                  | 50                       | 50                       | 100                                   |
| Скорость вычислений для операций с плавающей запятой, оп/сек | 100           | 200                 | 200                      | 200                      | 400                                   |
| Кол-во машинных команд                                       | 44            | 44                  | 44                       | 50                       | 48                                    |
| Кол-во псевдоопераций                                        | 37            | 37                  | 37                       | 55                       | 55                                    |
| Кол-во стандартных программ                                  | 5             | 6                   | 6                        | 11                       | 11                                    |
| Устройства ввода/вывода                                      | СТА-2М РТА-50 | Zoemtron ПЛ-20 СУ-1 | Consul-254 ПЛ-80 FS-1501 | Consul-254 ПЛ-80 FS-1501 | Consul-254 РТА-60 Риони ПЛ-80 FS-1501 |

## Наири-2
Создана в 1966 году, по сути является модификацией машины «Наири-1». Выполнена на полупроводниковых элементах. Объём оперативной памяти, выполненной на ферритовых кольцах, увеличен до 2048 36-разрядных слов, применены более производительные устройства ввода-вывода, входившие в комплектацию Наири-К. Выпускалась также модификация «Наири-2Э», специализированная для автоматизации экспериментов. Содержала в своем комплекте накопитель на магнитной ленте НМЛ-67 и блок сопряжения с измерительной аппаратурой.

## Наири-3
Серия машин, создана в начале 1970-х годов: «Наири 3-1», «Наири 3-2» и «Наири 3-3». Главный конструктор — Г. Е. Овсепян.
Семейство Наири-3 предоставляло пользователям ряд уникальных по тем временам возможностей.
Например, режим разделения времени, в котором одновременно нескольким пользователям предоставлялись виртуальные ЭВМ Наири-2. Впервые была реализована микропрограммная эмуляция ЭВМ другого типа, с отличающейся системой команд: на Наири-3 можно было выполнять программы Минск-22, Раздан-3.
Наири-3 была создана на основе ЭСЛ-микросхем. Считается первой советской ЭВМ 3-го поколения.

## Наири-4
Серия ЭВМ специального применения. Наири 4, Наири 4/АРМ и Наири 41 разработаны в 1974—1981 годах, главный конструктор — Герман Арташесович Оганян. Система была программно совместима с PDP-11 и серией СМ ЭВМ. Быстродействие «Наири-4» — около 2 млн операций в секунду.
В 1980—1981 годах также была выполнена разработка Наири 4В и Наири 4В/С, главные конструкторы — В. Карапетян и А. Саркисян.